# 安積郡
- 令制国一覧 > 東山道 > 岩代国 > 安積郡
- 日本 > 東北地方 > 福島県 > 安積郡

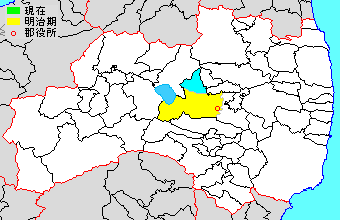
安積郡の範囲（水色：後に他郡から編入した区域）

安積郡（あさかぐん）は、陸奥国・石背国・岩代国にあった郡である。現在の福島県の中央部に位置した。

## 郡域
1878年（明治12年）に行政区画として発足した当時の郡域は、郡山市の一部（熱海町中山・熱海町石筵・熱海町高玉・熱海町玉川を除くおおむね阿武隈川以西）にあたる。

## 歴史

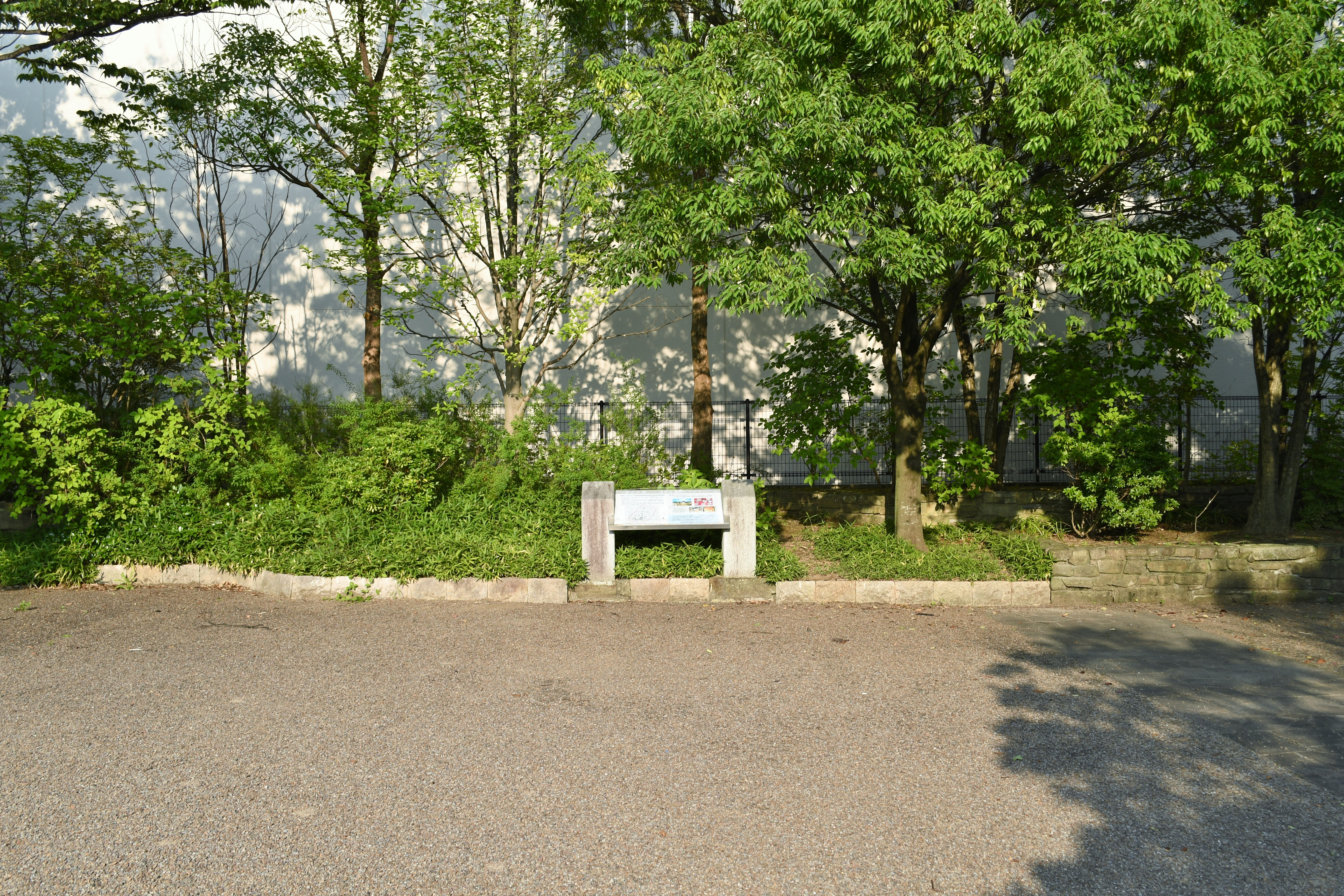
清水台遺跡（郡山市清水台）古代安積郡衙推定地。

『先代旧事本紀』の巻10『国造本紀』による、成務天皇の時代、阿尺国造（あさかのくにのみやつこ）が治めた阿尺国が律令制下の評（郡）に転じたものに始まるとされる。
養老年間（717年 - 724年）の短期間であるが、白河郡、石背郡、信夫郡、会津郡とともに陸奥国から分立した石背国とされた。弘仁6年（815年）から10世紀までは、陸奥国に6つ（後に7つ）の軍団のうちの一つ、安積団があった。
延喜六年正月九日（906年）、安積郡から入野・佐戸の2郷を割き新たに安達郷を立てて3郷からなる安達郡が分立した。（『延喜式』民部省頭註）
中世以降に、坂上田村麻呂の末を称する田村氏が支配する阿武隈川の東を田村郡に分立した。

### 古代の郷
- 入野（いぬ）郷
- 佐戸（さと）郷
- 芳賀（はが）郷
- 小野郷
- 丸子（わにこ）郷
- 小川郷
- 葦屋郷
- 安積郷

平安時代の『和名類聚抄』には以上の8郷が記されている。
- 陽日郷

8世紀前半の木簡に、丈部大麻呂という兵士らしき人物の出身地として「陽日郷川合里」が記されていた。

### 近代以降の沿革
- 幕末時点では陸奥国に所属した。「旧高旧領取調帳」に記載されている明治初年時点での支配は以下の通り。（48村）

| 知行 | 知行         | 村数 | 村名 |
| ---- | ------------ | ---- | --- |
| 藩領 | 陸奥二本松藩 | 37村 | 高倉村、日和田村、福原村、久保田村、郡山村、小原田村、日出山村、笹川村、笹原村、横塚村、梅沢村、八丁目村、早稲原村、八山田村、富田村、前田沢村、堀之内村、下伊豆島村、上伊豆島村、長橋村、夏出村、安子島村、河内村、片平村、多田野村、大槻村、山口村、大谷村、八幡村、富岡村、下守屋村、鍋山村、野田新田、駒屋村、川田村、成田村、荒井村 |
| 藩領 | 陸奥会津藩   | 11村 | 赤津村、浜坪村、福良村、馬入新田村、三代村、中地村、舟津村、安佐野村、舘村、横沢村、浜路村 |

- 明治元年
  - 9月22日（1868年11月6日） - 会津戦争で会津藩が新政府軍に降伏し、領地を没収される。
  - 10月1日（1868年11月14日） - 旧会津藩領に若松民政局を設置。
  - 12月7日（1869年1月19日）
    - 陸奥国が分割され、本郡は岩代国の所属となる。
    - 旧会津藩領の郷村高帳の引き継ぎ以外の事務が上野館林藩の管轄となる[4]。

  - 12月23日（1869年2月4日） - 旧会津藩領の事務が館林藩と羽前新庄藩の共同管理となる。
- 明治2年5月4日（1869年6月13日） - 若松民政局を廃し、若松県を設置。館林藩・新庄藩の管轄も終了。
- 明治4年
  - 7月14日（1871年8月29日） - 廃藩置県により藩領が二本松県（第1次）となる。
  - 11月2日（1871年12月13日） - 第1次府県統合により二本松県（第2次）の管轄となる。
  - 11月14日（1871年12月25日） - 二本松県が福島県に改称。
- 明治8年（1875年）（46村）
  - 中地村・安佐野村が合併して中野村となる。
  - 浜坪村が福良村に合併。
- 明治9年（1876年）（22村）
  - 下記の各村の統合が行われる。
    - 山ノ井村 ← 高倉村、日和田村、梅沢村、八丁目村
    - 富久山村 ← 福原村、久保田村、八山田村
    - 永盛村 ← 小原田村、日出山村、笹川村、笹原村
    - 喜久田村 ← 早稲原村、前田沢村、堀ノ内村、下伊豆島村
    - 丸守村 ← 上伊豆島村、夏出村、安子島村、長橋村［一部］
    - 菱形村 ← 河内村、片平村、長橋村［一部］
    - 山野辺村 ← 多田野村、山口村、大谷村
    - 穂積村 ← 八幡村、鍋山村、野田新田、駒屋村
    - 稲津村 ← 富岡村、下守屋村
    - 豊田村 ← 川田村、成田村、荒井村
    - 横浜村 ← 横沢村、浜路村
    - 横塚村が郡山村に合併。

  - 郡山村・小原田村・富田村・大槻村の共同入会地から桑野村が起立。
- 明治12年（1879年）
  - 1月27日 - 郡区町村編制法の福島県での施行により行政区画としての安積郡が発足。郡役所を郡山村に設置。
  - 明治9年に統合された各村のうち、横浜村を除く10村が分村して各旧村が復活。ただし旧笹原村のみ復活せず。また、旧野田新田は野田村となる。（45村）
- 明治17年（1884年） - 横浜村が分村して横沢村・浜路村が復活。（46村）

### 町村制以降の沿革

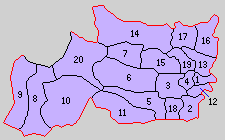
1.郡山町 2.永盛村 3.大槻村 4.桑野村 5.穂積村 6.多田野村 7.河内村 8.福良村 9.赤津村 10.箕輪村 11.三和村 12.小原田村 13.富久山村 14.丸守村 15.片平村 16.山野井村 17.喜久田村 18.豊田村 19.富田村 20.月形村（紫：郡山市）

- 1889年（明治22年）4月1日 - 町村制の施行により以下の村が発足。全域が現・郡山市。（1町19村）
  - 郡山町 ← 郡山村［大部分］、横塚村［一部］、小原田村［一部］
  - 永盛村 ← 日出山村、笹川村、荒井村
  - 大槻村、桑野村（それぞれ単独村制）
  - 穂積村 ← 駒屋村、野田村、八幡村、大谷村、山口村
  - 多田野村（単独村制）
  - 河内村 ← 河内村、夏出村
  - 福良村 ← 福良村、馬入新田村
  - 赤津村（単独村制）
  - 箕輪村 ← 三代村、中野村
  - 三和村 ← 富岡村、下守屋村、鍋山村
  - 小原田村 ← 小原田村［大部分］、横塚村［大部分］、郡山村［一部］
  - 富久山村 ← 久保田村、福原村、八山田村
  - 丸守村 ← 上伊豆島村、下伊豆島村、長橋村、安子島村
  - 片平村（単独村制）
  - 山野井村 ← 日和田村、高倉村、梅沢村、八丁目村
  - 喜久田村 ← 堀之内村、早稲原村、前田沢村
  - 豊田村 ← 川田村、成田村
  - 富田村（単独村制）
  - 月形村 ← 舟津村、横沢村、舘村、浜路村
- 明治25年（1892年）7月21日 - 箕輪村の一部（中野）が分立して中野村、残部（三代）が分立して三代村がそれぞれ発足。（1町20村）
- 明治30年（1897年）10月1日 - 郡制を施行。
- 大正12年（1923年）4月1日 - 郡会が廃止。郡役所は存続。
- 大正13年（1924年）9月1日 - 郡山町・小原田村が合併して郡山市が発足し、郡より離脱。（19村）
- 大正14年（1925年）
  - 6月1日 - 桑野村が郡山市に編入。（18村）
  - 8月1日 - 山野井村が町制施行・改称して日和田町となる。（1町17村）
- 大正15年（1926年）7月1日 - 郡役所が廃止。以降は地域区分名称となる。
- 昭和12年（1937年）4月1日 - 富久山村が町制施行して富久山町となる。（2町16村）
- 昭和15年（1940年）4月1日 - 大槻村が町制施行して大槻町となる。（3町15村）
- 昭和18年（1943年）10月1日 - 永盛村が町制施行して永盛町となる。（4町14村）
- 昭和29年（1954年）
  - 2月1日 - 安達郡熱海町の所属郡が本郡に変更。（5町14村）
  - 3月31日 - 富久山町が田村郡小泉村を編入。
  - 9月1日 - 熱海町・丸守村が合併し、改めて熱海町が発足。（5町13村）
  - 11月1日 - 富田村の一部が喜久田村、残部が郡山市に編入。（5町12村）
  - 12月10日 - 永盛町・豊田村が合併して安積町が発足。（5町11村）
- 昭和30年（1955年）
  - 3月10日 - 三和村・穂積村および安積町の一部（川田）が合併して三穂田村が発足。（5町10村）
  - 3月31日
    - 大槻町が郡山市に編入。（4町10村）
    - 中野村・三代村・月形村・福良村・赤津村が合併して湖南村が発足。（4町6村）

  - 4月23日 - 河内村・多田野村が合併して逢瀬村が発足。（4町5村）
- 昭和40年（1965年）5月1日 - 富久山町・日和田町・熱海町・安積町・喜久田村・逢瀬村・片平村・三穂田村・湖南村および田村郡田村町が郡山市と合併し、改めて郡山市が発足。同日安積郡消滅。福島県内では1896年の郡再編以来、初の郡消滅となった。

### 変遷表
| 明治22年以前 | 明治22年4月1日 | 明治22年 - 大正15年              | 昭和1年 - 昭和19年                    | 昭和20年 - 昭和29年            | 昭和20年 - 昭和29年            | 昭和30年 - 昭和39年          | 昭和40年 - 現在       | 現在   |
| ------------ | -------------- | -------------------------------- | ------------------------------------- | ------------------------------ | ------------------------------ | ---------------------------- | --------------------- | ------ |
|              | 郡山町         | 大正13年9月1日 郡山市            | 郡山市                                | 郡山市                         | 郡山市                         | 郡山市                       | 昭和40年5月1日 郡山市 | 郡山市 |
|              | 小原田村       | 大正13年9月1日 郡山市            | 郡山市                                | 郡山市                         | 郡山市                         | 郡山市                       | 昭和40年5月1日 郡山市 | 郡山市 |
|              | 桑野村         | 大正14年6月1日 郡山市に編入      | 郡山市                                | 郡山市                         | 郡山市                         | 郡山市                       | 昭和40年5月1日 郡山市 | 郡山市 |
|              | 富田村         | 富田村                           | 富田村                                | 昭和29年11月1日 郡山市に編入   | 昭和29年11月1日 郡山市に編入   | 郡山市                       | 昭和40年5月1日 郡山市 | 郡山市 |
|              | 富田村         | 富田村                           | 富田村                                | 昭和29年11月1日 喜久田村に編入 | 昭和29年11月1日 喜久田村に編入 | 喜久田村                     | 昭和40年5月1日 郡山市 | 郡山市 |
|              | 喜久田村       | 喜久田村                         | 喜久田村                              | 喜久田村                       | 喜久田村                       | 喜久田村                     | 昭和40年5月1日 郡山市 | 郡山市 |
|              | 大槻村         | 大槻村                           | 昭和15年4月1日 町制                   | 大槻町                         | 大槻町                         | 昭和30年3月31日 郡山市に編入 | 昭和40年5月1日 郡山市 | 郡山市 |
|              | 山野井村       | 大正14年8月1日 町制改称 日和田町 | 日和田町                              | 日和田町                       | 日和田町                       | 日和田町                     | 昭和40年5月1日 郡山市 | 郡山市 |
|              | 富久山村       | 富久山村                         | 昭和12年4月1日 町制                   | 富久山町                       | 富久山町                       | 富久山町                     | 昭和40年5月1日 郡山市 | 郡山市 |
|              |                | 明治27年7月23日 田村郡 小泉村    | 田村郡 小泉村                         | 昭和29年3月31日 富久山町に編入 | 昭和29年3月31日 富久山町に編入 | 富久山町                     | 昭和40年5月1日 郡山市 | 郡山市 |
|              | 永盛村         | 永盛村                           | 昭和18年10月1日 町制                  | 昭和29年12月10日 安積町        | 昭和29年12月10日 安積町        | 安積町                       | 昭和40年5月1日 郡山市 | 郡山市 |
|              | 豊田村         | 豊田村                           | 豊田村                                | 昭和29年12月10日 安積町        | 昭和29年12月10日 安積町        | 安積町                       | 昭和40年5月1日 郡山市 | 郡山市 |
|              | 安達郡 高川村  | 安達郡 高川村                    | 昭和15年4月1日 町制改称 安達郡 熱海町 | 昭和29年2月1日 安積郡          | 昭和29年9月1日 熱海町          | 熱海町                       | 昭和40年5月1日 郡山市 | 郡山市 |
|              | 丸守村         | 丸守村                           | 丸守村                                | 丸守村                         | 昭和29年9月1日 熱海町          | 熱海町                       | 昭和40年5月1日 郡山市 | 郡山市 |
|              | 三和村         | 三和村                           | 三和村                                | 三和村                         | 三和村                         | 昭和30年3月10日 三穂田村     | 昭和40年5月1日 郡山市 | 郡山市 |
|              | 穂積村         | 穂積村                           | 穂積村                                | 穂積村                         | 穂積村                         | 昭和30年3月10日 三穂田村     | 昭和40年5月1日 郡山市 | 郡山市 |
|              | 河内村         | 河内村                           | 河内村                                | 河内村                         | 河内村                         | 昭和30年4月23日 逢瀬村       | 昭和40年5月1日 郡山市 | 郡山市 |
|              | 多田野村       | 多田野村                         | 多田野村                              | 多田野村                       | 多田野村                       | 昭和30年4月23日 逢瀬村       | 昭和40年5月1日 郡山市 | 郡山市 |
|              | 片平村         | 片平村                           | 片平村                                | 片平村                         | 片平村                         | 片平村                       | 昭和40年5月1日 郡山市 | 郡山市 |
|              | 箕輪村         | 明治25年7月21日 中野村           | 中野村                                | 中野村                         | 中野村                         | 昭和30年3月31日 湖南村       | 昭和40年5月1日 郡山市 | 郡山市 |
|              | 箕輪村         | 明治25年7月21日 三代村           | 三代村                                | 三代村                         | 三代村                         | 昭和30年3月31日 湖南村       | 昭和40年5月1日 郡山市 | 郡山市 |
|              | 月形村         | 月形村                           | 月形村                                | 月形村                         | 月形村                         | 昭和30年3月31日 湖南村       | 昭和40年5月1日 郡山市 | 郡山市 |
|              | 福良村         | 福良村                           | 福良村                                | 福良村                         | 福良村                         | 昭和30年3月31日 湖南村       | 昭和40年5月1日 郡山市 | 郡山市 |
|              | 赤津村         | 赤津村                           | 赤津村                                | 赤津村                         | 赤津村                         | 昭和30年3月31日 湖南村       | 昭和40年5月1日 郡山市 | 郡山市 |

## 行政
歴代郡長
| 代 | 氏名 | 就任年月日                | 退任年月日                | 備考                   |
| -- | ---- | ------------------------- | ------------------------- | ---------------------- |
| 1  |      | 明治12年（1879年）1月27日 |                           |                        |
|    |      |                           | 大正15年（1926年）6月30日 | 郡役所廃止により、廃官 |